# Lista bătăliilor lui Ștefan cel Mare
| Locul și data bătăliei                                          | Adversarul | Rezultatul bătăliei             |
| --------------------------------------------------------------- | --- | ------------------------------- |
| Bătălia de la Doljești (12 aprilie 1457)                        | Oastea condusă de Petru Aron, domnul Moldovei                                                                        | victoria lui Ștefan cel Mare    |
| Bătălia de la Orbic (14 aprilie 1457 ?)                         | Oastea condusă de Petru Aron, domnul..Moldovei                                                                       | victoria lui Ștefan cel Mare    |
| Primul asediu al cetății Chilia (22 iunie 1462)                 | Garnizoana maghiaro-munteană                                                                                         | înfrângerea lui Ștefan cel Mare |
| Cel de-al doilea asediu al cetății Chilia (23-25 ianuarie 1465) | Garnizoană maghiaro-munteană                                                                                         | victoria lui Ștefan cel Mare    |
| Bătălia de la Baia (14-15 decembrie 1467)                       | Armata condusă de Matei Corvin, regele Ungariei                                                                      | victoria lui Ștefan cel Mare    |
| Bătălia de la Lipnic (20 august 1469 sau 1470)                  | Oaste tătară | victoria lui Ștefan cel Mare    |
| Bătălia de la Soci (7 martie 1471)                              | Oastea condusă de Radu cel Frumos, domnul Munteniei                                                                  | victoria lui Ștefan cel Mare    |
| Bătălia de la pârâul Vodna (18-20 noiembrie 1473)               | Oastea condusă de Radu cel Frumos, domnul Munteniei                                                                  | victoria lui Ștefan cel Mare    |
| Asediul cetății Dâmbovița (24 noiembrie 1473)                   | Garnizoană munteană                                                                                                  | victoria lui Ștefan cel Mare    |
| Bătălia din 28 noiembrie 1473                                   | Armată otomană și corp de oaste muntean                                                                              | victoria lui Ștefan cel Mare    |
| Bătălia de la Podul Înalt (10 ianuarie 1475)                    | Armata otomană condusă de Suleiman pașa, beglerbegul Rumeliei, însoțită de un corp de oaste muntean                  | victoria lui Ștefan cel Mare    |
| Bătălia din 26 iulie 1476                                       | Avangarda otomană condusă de Suleiman pașa                                                                           | victoria lui Ștefan cel Mare    |
| Bătălia de la Valea Albă (26 iulie 1476)                        | Armata otomană condusă de sultanul Mahomed al II-lea, însoțită de oastea munteană a lui Laiotă Basarab               | înfrângerea lui Ștefan cel Mare |
| Asediul Bucureștiului (16 noiembrie 1476)                       | Garnizoană munteană                                                                                                  | victoria lui Ștefan cel Mare    |
| Bătălia din noiembrie 1477                                      | Oastea condusă de Laiotă Basarab, domnul Munteniei                                                                   | victoria lui Ștefan cel Mare    |
| Bătălia din 1 iunie 1480                                        | Oastea condusă de Basarab cel Tânăr, domnul Munteniei                                                                | victoria lui Ștefan cel Mare    |
| Bătălia de la Râmnic (8 iulie 1481)                             | Oastea condusă de Basarab cel Tânăr, domnul Munteniei, susținută de armata otomană condusă de Ali-beg și Skender-beg | victoria lui Ștefan cel Mare    |
| Asediul cetății Crăciuna (10 martie 1482)                       | Garnizoană munteană                                                                                                  | victoria lui Ștefan cel Mare    |
| Bătălia de la Cătlăbuga (16 noiembrie 1485)                     | Armata otomană condusă de Bali-beg Malcoci Oglu, pașă de Silistra                                                    | victoria lui Ștefan cel Mare    |
| Bătălia de la Șcheia (6 martie 1486)                            | Oastea otomană condusă de Bali-beg Malcoci Oglu, pașă de Silistra                                                    | victoria lui Ștefan cel Mare    |
| Bătălia de la Codrii Cosminului (26 octombrie 1497)             | Armata condusă de Ioan Albert, regele Poloniei                                                                       | victoria lui Ștefan cel Mare    |
| Asediul cetății Trembowla (iunie sau iulie 1498)                | Garnizoană poloneză                                                                                                  | victoria lui Ștefan cel Mare    |
| Asediul cetății Buczacz (iunie sau iulie 1498)                  | Garnizoană poloneză                                                                                                  | victoria lui Ștefan cel Mare    |
| Asediul cetății Podhajce (iunie sau iulie 1497)                 | Garnizoană poloneză                                                                                                  | victoria lui Ștefan cel Mare    |